# کالاندری
شهر کالاندری در استان آتیک در کشور یونان واقع شده است که دارای جمعیت ۷۵٬۴۱۸  نفر می‌باشد.